# Genetica nella narrativa

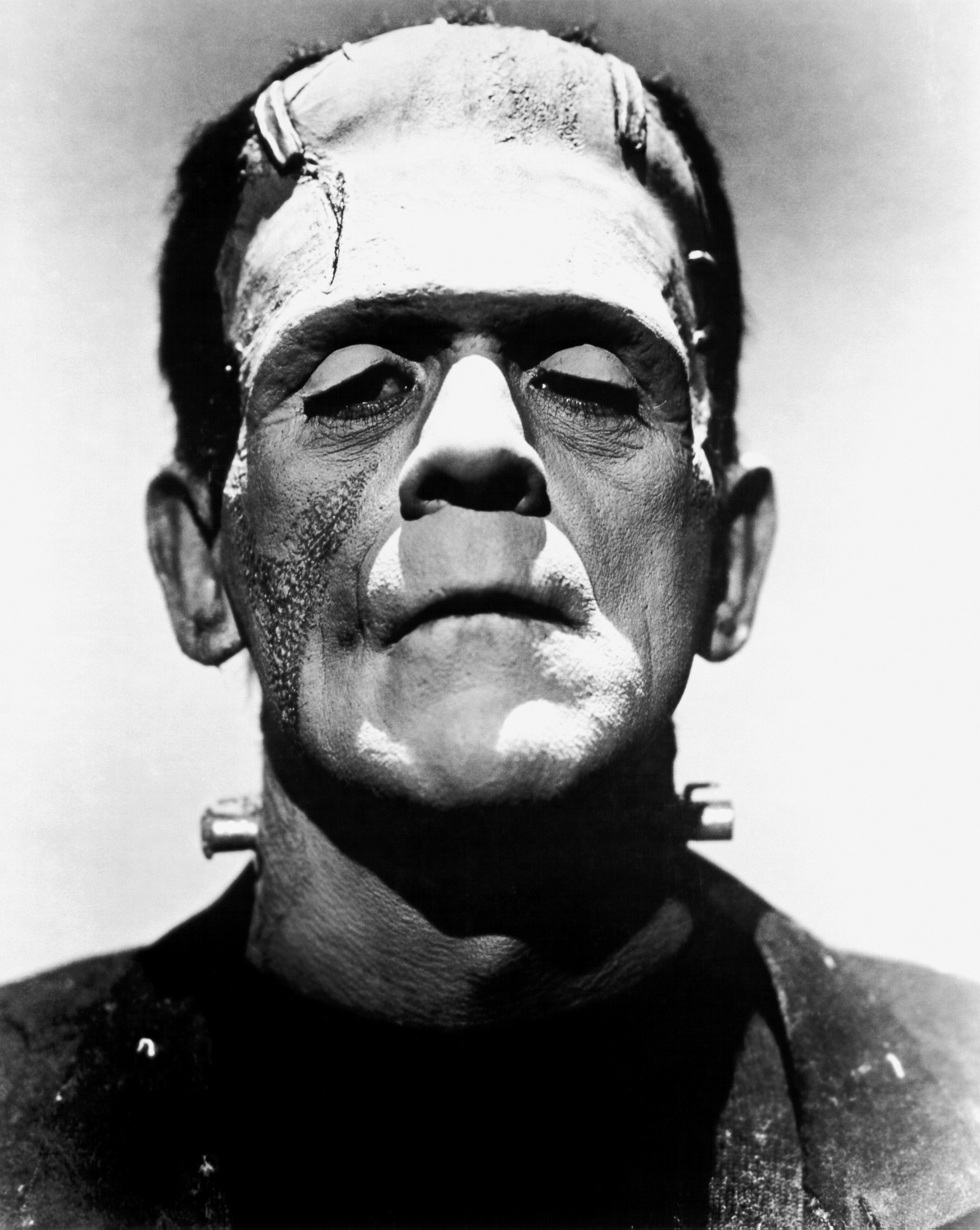
Boris Karloff nel film Frankenstein del 1931 di James Whale, basato sul romanzo di Mary Shelley del 1818. Il mostro è frutto di un esperimento scientifico immorale.

Aspetti della genetica tra cui mutazione, ibridazione, clonazione, ingegneria genetica ed eugenetica apparvero nella narrativa a partire dal 19º secolo.
La genetica è una scienza giovane, ebbe inizio nel 1900 con la riscoperta dello studio di Gregor Mendel sull'ereditarietà dei tratti nelle piante di pisello. Durante il 20º secolo questa scienza si sviluppò dando vita a nuove scienze e tecnologie tra cui la biologia molecolare, il sequenziamento del DNA, la clonazione e l'ingegneria genetica. Le implicazioni etiche vennero messe a fuoco con il movimento eugenetico.
Da allora, molti romanzi e film di fantascienza hanno utilizzato aspetti della genetica come espedienti della trama, spesso seguendo due strade: un incidente genetico con conseguenze disastrose; o, la fattibilità e l'opportunità di un'alterazione genetica pianificata. Il trattamento della scienza in queste storie è stato irregolare e spesso irrealistico. Il film Gattaca tentò di ritrarre la scienza in modo accurato, ma venne criticato dagli scienziati.

## Antefatto

La scoperta nel 1953 della struttura chimica a doppia elica del DNA trasformò la genetica e lanciò la scienza della biologia molecolare.

La genetica moderna ebbe inizio con il lavoro del monaco Gregor Mendel nel 19º secolo, sull'eredità dei tratti nelle piante di pisello. Mendel ha scoperto che i tratti visibili, ad esempio se i piselli fossero rotondi o rugosi, venivano ereditati in modo discreto, piuttosto che unendo gli attributi dei due genitori. Nel 1900, Hugo de Vries e altri scienziati riscoprirono la ricerca di Mendel; William Bateson coniò il termine "genetica" per la nuova scienza, e studiò presto un'ampia gamma di fenomeni tra cui la mutazione (cambiamenti ereditari causati da danni al materiale genetico), il legame genetico (quando alcuni tratti sono in una certa misura ereditati insieme) e ibridazione (incroci di specie diverse).
L'eugenetica, la produzione di esseri umani migliori mediante l'allevamento selettivo, fu nominata e sostenuta dal cugino di Charles Darwin, lo scienziato Francis Galton, nel 1883. La sua idea aveva sia un aspetto positivo, l'allevamento di più bambini con alta intelligenza e buona salute; che un aspetto negativo, che mira a sopprimere la "degenerazione razziale" impedendo alle famiglie presumibilmente "difettose" con attributi come dissolutezza, pigrizia, comportamento immorale e tendenza alla criminalità di avere figli.
La biologia molecolare, le interazioni e la regolazione dei materiali genetici, ebbe inizio con l'identificazione nel 1944 del DNA come principale materiale genetico; il codice genetico e la struttura a doppia elica del DNA sono stati determinati da James Watson e Francis Crick nel 1953. Il sequenziamento del DNA, l'identificazione di una sequenza esatta di informazioni genetiche in un organismo, è stato sviluppato nel 1977 da Frederick Sanger.
L'ingegneria genetica, la modifica del materiale genetico di un organismo vivo, è diventata possibile nel 1972 quando Paul Berg ha creato le prime molecole di DNA ricombinante (materiale genetico assemblato artificialmente) utilizzando dei virus.
La clonazione, ovvero la produzione di organismi geneticamente identici da un punto di partenza scelto, si è dimostrata praticabile in un mammifero con la creazione della pecora Dolly da una normale cellula corporea nel 1996 presso il Roslin Institute.

## Temi di genetica

### Mutanti e ibridi

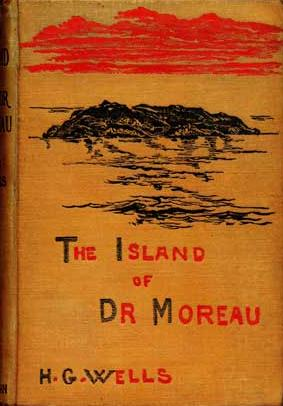
L'isola del dottor Moreau del 1896 di HG Wells ha immaginato l'uso dell'ibridazione per creare esseri ibridi simili a umani.

La mutazione e l'ibridazione sono ampiamente utilizzate nella narrativa, a partire dal XIX secolo con opere di fantascienza come il romanzo horror Frankenstein di Mary Shelley del 1818 e L'isola del dottor Moreau di HG Wells del 1896.
Nel suo Biological Themes in Modern Science Fiction del 1977, Helen Parker ha identificato due tipi principali di storie: "incidente genetico", l'alterazione incontrollata, inaspettata e disastrosa di una specie; e "alterazione genetica pianificata", controllata da umani o alieni, e la questione se ciò sarebbe fattibile o desiderabile. Nella fantascienza fino agli anni '70, i cambiamenti genetici sono stati causati da radiazioni, programmi di riproduzione o manipolazione con sostanze chimiche o interventi chirurgici (e quindi, come osserva Lars Schmeink, non necessariamente con mezzi strettamente genetici). Gli esempi includono L'isola del dottor Moreau con le sue orribili manipolazioni; Brave New World del 1932 di Aldous Huxley con un programma di allevamento; e Seeds of Life di John Taine del 1951, usando le radiazioni per creare superuomini. Dopo la scoperta della doppia elica e poi del DNA ricombinante, l'ingegneria genetica è diventata il fulcro della narrativa, in libri come il racconto di Brian Stableford di una società geneticamente modificata nel suo 1998 Inherit the Earth, o il racconto di Michael Marshall Smith di allevamento di organi nei suoi Ricambi del 1997.
I fumetti hanno immaginato superumani mutati con poteri straordinari. L'Universo DC (dal 1939) immagina i " metaumani "; l'Universo Marvel (dal 1961) li chiama "mutanti", mentre gli Universi WildStorm (dal 1992) e Ultimate Marvel (2000–2015) li chiamano "postumani". Stan Lee ha introdotto il concetto di mutanti nei libri Marvel X-Men nel 1963; il cattivo Magneto dichiara il suo piano per "far inchinare l'Homo sapiens all'Homo superiore!", il che implica che i mutanti sono il passo successivo dell'evoluzione rispetto all'attuale umanità. Più tardi, i libri parlano di un gene X che conferisce poteri dalla pubertà in poi. I poteri degli X-men includono telepatia, telecinesi, guarigione, forza, volo, viaggi nel tempo e la capacità di emettere esplosioni di energia. Più tardi (1999) viene detto che i Celestiali divini della Marvel abbiano visitato la Terra molto tempo fa e abbiano modificato il DNA umano per abilitare poteri mutanti.
Il romanzo di James Blish del 1952 Titan's Daughter (appartenente alla collezione Future Tense di Kendell Foster Crossen) presentava la poliploidia stimolata (che dona agli organismi vari set di materiale genetico, qualcosa che può creare nuove specie in una sola mossa), basata sulla poliploidia spontanea nelle piante da fiore, per creare esseri umani con altezza, forza e durata della vita superiori al normale.

### Clonazione

Il film di Steven Spielberg del 1993 Jurassic Park mostrava la creazione di dinosauri partendo dalle tracce fossili del loro DNA.

Anche la clonazione è un tipico pretesto di trama. Il romanzo distopico di Aldous Huxley del 1931 Brave New World immagina la clonazione in vitro di uova umane fecondate. Huxley è stato influenzato dal libro di saggistica del 1924 di JBS Haldane Daedalus; o, Scienza e futuro, che usava il mito greco di Dedalo per simboleggiare l'imminente rivoluzione genetica; Haldane predisse che gli esseri umani avrebbero controllato la propria evoluzione attraverso la mutazione diretta del DNA e la fecondazione in vitro. La clonazione è stata ulteriormente esplorata in storie come UN-Man del 1953 di Poul Anderson. Nel suo romanzo del 1976, I ragazzi venuti dal Brasile, Ira Levin descrive la creazione di 96 cloni di Adolf Hitler, replicando per tutti loro l'allevamento di Hitler (compresa la morte di suo padre all'età di 13 anni), con l'obiettivo di far risorgere il nazismo. Nel suo romanzo del 1990 Jurassic Park, Michael Crichton ha immaginato il recupero del genoma completo di un dinosauro dai resti fossili, seguito dal suo utilizzo per ricreare animali viventi di una specie estinta.
La clonazione è un tema ricorrente nei film di fantascienza come Jurassic Park (1993), Alien Resurrection (1997), The 6th Day (2000), Resident Evil (2002), Star Wars: Episode II (2002) e The Island (2005). Il processo di clonazione è rappresentato in vari modi nella narrativa. Molte opere descrivono la creazione artificiale di esseri umani mediante un metodo per far crescere cellule da un tessuto o da un campione di DNA; la replicazione può essere istantanea, oppure avvenire attraverso la crescita lenta di embrioni umani in uteri artificiali. Nella lunga serie televisiva britannica Doctor Who, il Quarto Dottore e la sua compagna Leela sono stati clonati in pochi secondi da campioni di DNA (The Invisible Enemy, 1977) e poi, in un apparente omaggio al film del 1966 Fantastic Voyage — ridotto a dimensioni microscopiche per entrare nel corpo del Dottore per combattere un virus alieno. I cloni in questo arco hanno vita breve e possono sopravvivere solo pochi minuti prima di sparire. Film come The Matrix e Star Wars: Episodio II - L'attacco dei cloni hanno caratterizzato feti umani coltivati su scala industriale in enormi serbatoi.
La clonazione di esseri umani a partire da singole parti del corpo è un tropo comune della fantascienza, uno dei numerosi temi genetici parodiati nella commedia di Woody Allen del 1973 Sleeper, in cui si tenta di clonare un dittatore assassinato dal suo naso disincarnato.

### Ingegneria genetica
L'ingegneria genetica è presente in molte storie di fantascienza. Film come The Island (2005) e Blade Runner (1982) portano la creatura ingegnerizzata a confrontarsi con la persona che l'ha creata o l'essere da cui è stata clonata, un tema visto in alcune versioni cinematografiche di Frankenstein. Pochi film hanno informato il pubblico sull'ingegneria genetica in quanto tale, ad eccezione di I ragazzi venuti dal Brasile del 1978 e Jurassic Park del 1993, che hanno entrambi utilizzato una lezione, una dimostrazione e una clip di un film scientifico. Nel 1982, il romanzo di Frank Herbert The White Plague descriveva l'uso deliberato dell'ingegneria genetica per creare un agente patogeno che uccideva specificamente le donne. Un'altra delle creazioni di Herbert, la serie di romanzi Dune, a partire da Dune nel 1965, enfatizza la genetica. Combina l'allevamento selettivo da parte di una potente sorellanza, la Bene Gesserit, per produrre un essere maschio supernormale, il Kwisatz Haderach, con l'ingegneria genetica del potente ma disprezzato Tleilaxu.
I metodi di ingegneria genetica sono debolmente rappresentati nei film; Michael Clark, scrivendo per The Wellcome Trust, definisce il ritratto dell'ingegneria genetica e della biotecnologia "seriamente distorto" in film come The 6th Day di Roger Spottiswoode del 2000, che fa uso del tropo di un "vasto laboratorio clandestino". ..pieno di file su file di corpi umani "vuoti" tenuti a galleggiare in serbatoi di liquidi nutritivi o in animazione sospesa". Dal punto di vista di Clark, la biotecnologia è tipicamente "data in forme fantastiche ma visivamente accattivanti" mentre la scienza è relegata in secondo piano o romanzata per adattarsi ad un pubblico giovane.

### L'eugenetica

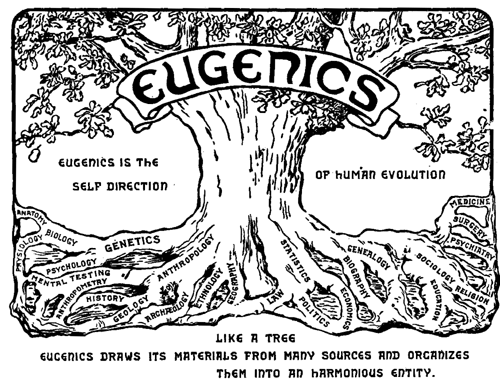
Logo della conferenza del 1921, raffigurante l'eugenetica come un albero che unisce molti campi

L'eugenetica gioca un ruolo centrale in film come Gattaca del 1997 di Andrew Niccol, il titolo allude alle lettere G, A, T, C per guanina, adenina, timina e citosina, le quattro basi del DNA. L'ingegneria genetica degli esseri umani è senza restrizioni, con conseguente discriminazione genetica, perdita di diversità ed effetti negativi sulla società. Il film esplora le implicazioni etiche; la società di produzione, la Sony Pictures, si è consultata con un ricercatore di terapia genica, French Anderson, per assicurarsi che la rappresentazione della scienza fosse realistica e ha testato il film con la Society of Mammalian Cell Biologists e l'American National Human Genome Research Institute prima della sua pubblicazione. Questa cura non ha impedito ai ricercatori di attaccare il film dopo la sua uscita. Philim Yam di Scientific American l'ha definito "bashing della scienza"; in Nature Kevin Davies lo ha definito un "affare sorprendentemente pedonale"; e il biologo molecolare Lee Silver ha descritto l'estremo determinismo genetico del film come "un uomo di paglia".

## Mito e semplificazione
Il genetista Dan Koboldt osserva che mentre la scienza e la tecnologia svolgono ruoli importanti nella narrativa, dal fantasy e dalla fantascienza ai thriller, la rappresentazione della scienza sia nella letteratura che nei film è spesso irrealistica. Dal punto di vista di Koboldt, la genetica nella narrativa è spesso eccessivamente semplificata e alcuni miti sono comuni e devono essere sfatati. Ad esempio, lo Human Genome Project non ha (afferma) immediatamente portato a un mondo Gattaca, poiché la relazione tra genotipo e fenotipo non è semplice. Le persone differiscono sì geneticamente, ma molto raramente perché manca un gene che altre persone hanno: le persone hanno alleli diversi degli stessi geni. Il colore degli occhi e dei capelli non dipendono da un gene ciascuno, ma da più geni. Le mutazioni si verificano, ma sono rare: le persone sono geneticamente identiche al 99,99%, i 3 milioni di differenze tra due persone qualsiasi sono sminuiti dalle centinaia di milioni di basi del DNA che sono identiche; quasi tutte le varianti del DNA sono ereditate, non acquisite nuovamente dalla mutazione. E, scrive Koboldt, scienziati credibili nella narrativa dovrebbero sapere che la loro conoscenza è limitata.